# Nguyễn Văn Thiện (chính khách)
Nguyễn Văn Thiện (sinh năm 1954) là một chính khách người Việt Nam. Ông từng là Bí thư Tỉnh ủy, Chủ tịch Ủy ban nhân dân tỉnh Bình Định.

## Sự nghiệp
Ngày 22 tháng 9 năm 2008, Thủ tướng Chính phủ đã phê chuẩn ông Nguyễn Văn Thiện, Phó Bí thư Tỉnh ủy, Phó Chủ tịch thường trực UBND tỉnh, giữ chức Chủ tịch UBND tỉnh Bình Định nhiệm kỳ 2004-2009; và phê chuẩn miễn nhiệm chức vụ Chủ tịch UBND tỉnh Bình Định của ông Vũ Hoàng Hà để nhận nhiệm vụ mới.
Tại Đại hội đại biểu Đảng bộ tỉnh Bình Định lần thứ XVIII (nhiệm kỳ 2010-2015), diễn ra từ ngày 27 - 29/10/2010, đã bầu ông Nguyễn Văn Thiện, Chủ tịch UBND tỉnh, giữ chức vụ Bí thư Tỉnh ủy.
Ngày 9 tháng 12 năm 2010, tại Kỳ họp thứ 18 Hội đồng nhân dân tỉnh Bình Định khóa X, đã bầu ông Lê Hữu Lộc, Phó Bí thư Tỉnh ủy, Phó Chủ tịch thường trực UBND tỉnh, làm Chủ tịch Ủy ban nhân dân tỉnh nhiệm kỳ 2004-2011, thay cho ông Nguyễn Văn Thiện đã được bầu làm Bí thư Tỉnh ủy Bình Định.

## Kỉ luật
Chiều 25 tháng 5 năm 2017, Ban Bí thư đã họp dưới sự chủ trì của Tổng Bí thư Nguyễn Phú Trọng để xem xét báo cáo của Ủy ban Kiểm tra Trung ương đề nghị thi hành kỷ luật ông Nguyễn Văn Thiện, nguyên Ủy viên Trung ương Đảng, nguyên Bí thư Tỉnh ủy Bình Định. Ban Bí thư đã đồng ý kỷ luật bằng hình thức Cảnh cáo đối với ông Nguyễn Văn Thiện.